# Xã Wheatfield, Quận Clinton, Illinois
Xã Wheatfield (tiếng Anh: Wheatfield Township) là một xã thuộc quận Clinton, tiểu bang Illinois, Hoa Kỳ. Năm 2010, dân số của xã này là 478 người.